# Министерство связи СССР

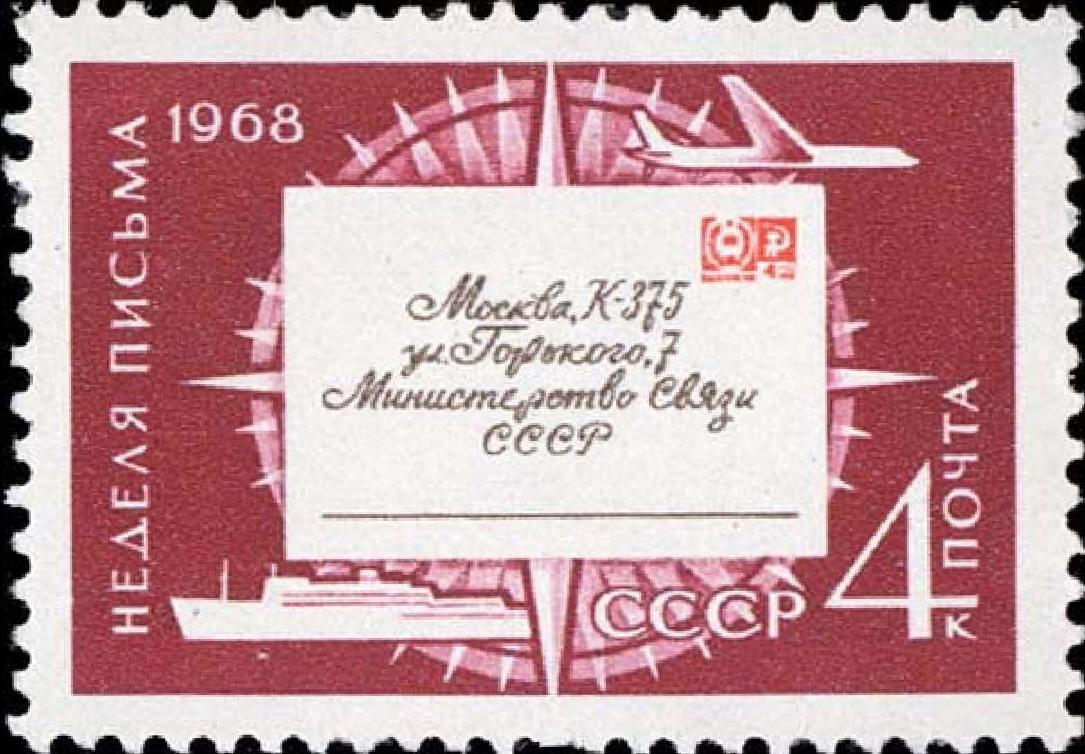
Традиционный знак почтовой оплаты — почтовая марка (СССР, 1968)

Министе́рство свя́зи СССР (Минсвязи СССР) — с 1946 года по 1991 год центральный орган государственного управления СССР, осуществлявший руководство почтовой, телеграфной, телефонной связью и радиосвязью общего пользования, техническими средствами радиовещания, радиофикации и телевидения, а также распространением периодической печати в государстве.

## Краткая история
Министерство связи СССР было создано 15 марта 1946 года на базе Народного комиссариата связи СССР как общесоюзное министерство; 28 декабря 1954 года преобразовано в союзно-республиканское.
На Министерство связи СССР возлагалась ответственность за состояние и дальнейшее развитие всех видов связи общего пользования, технических средств радиовещания, радиофикации и телевидения, за организацию распространения периодической печати, научно-технический прогресс в отрасли, качество услуг связи и за наиболее полное и бесперебойное удовлетворение потребностей страны в средствах и услугах связи.
Министерство связи отвечало также за выпуск почтовых марок, других знаков почтовой оплаты, почтовых конвертов, карточек и т. п., которые использовались в работе почтовой системы Советского Союза.

Примеры почтовых и телеграфных отправлений времён Министерства связи СССР
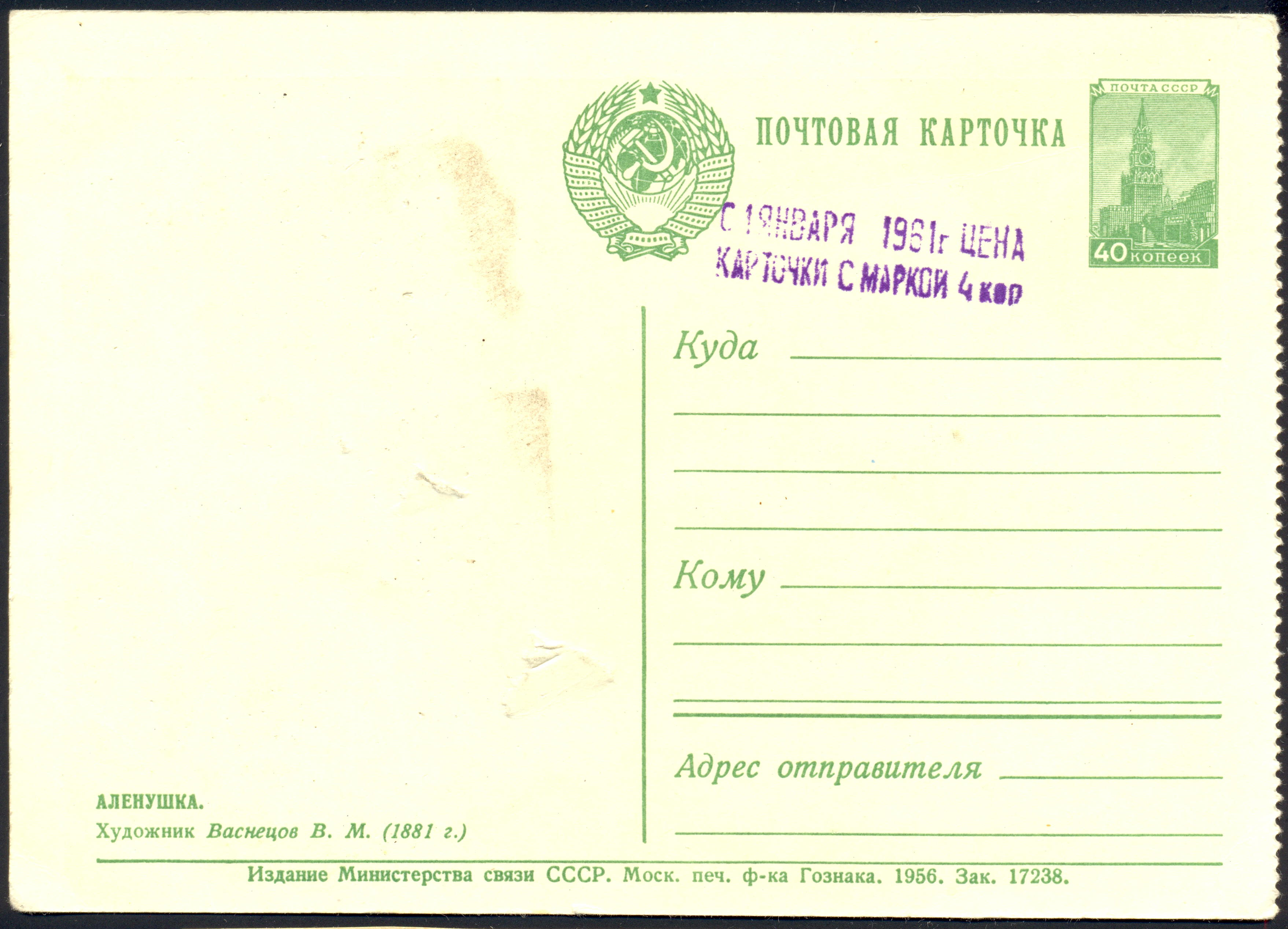
Художественная маркированная почтовая карточка 1956 года с надпечаткой новой цены 1961 года
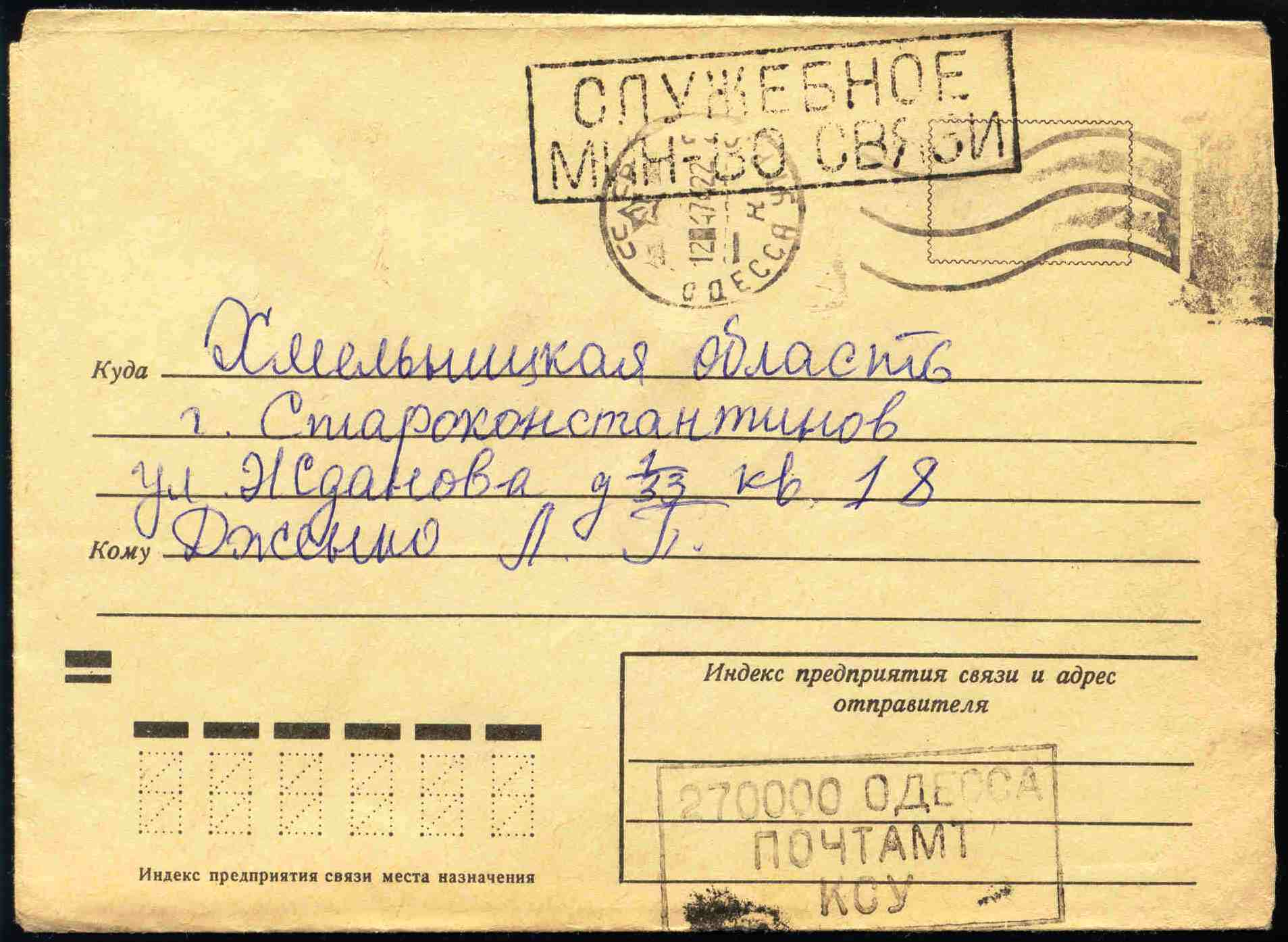
Служебный конверт с календарным штемпелем почтамта Одессы от 12 апреля 1974 года. На вспомогательном штемпеле указано: «СЛУЖЕБНОЕ / МИН-ВО СВЯЗИ»
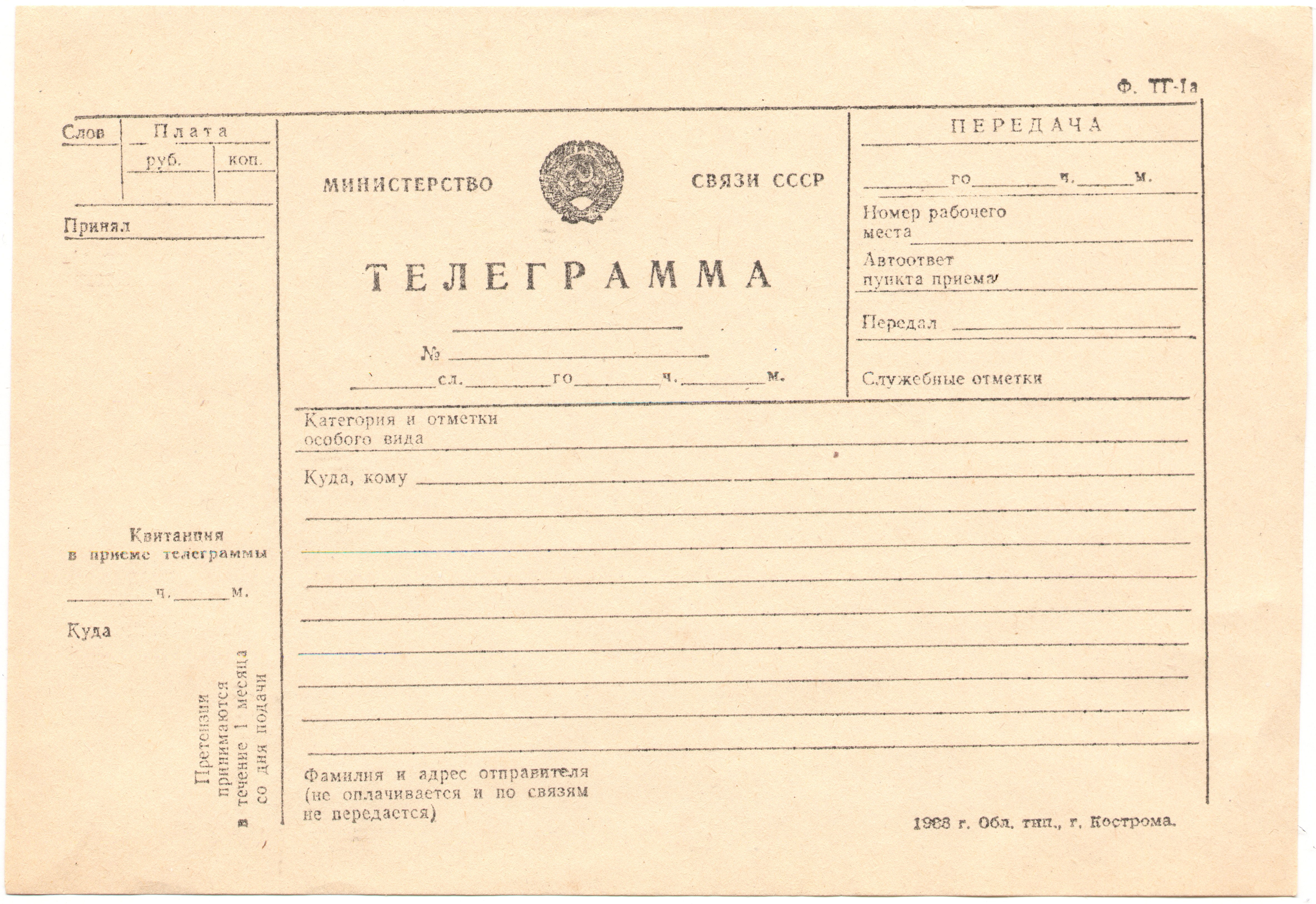
Чистый бланк телеграммы, форма ТГ-1а (1988)

Ликвидировано 26 декабря 1991 года в связи с прекращением существования СССР. Все активы, помещения и другие средства на территории Российской Федерации — России были переданы Министерству связи России.

Люки коммуникаций с надписью «МС СССР (Министерство связи СССР)»
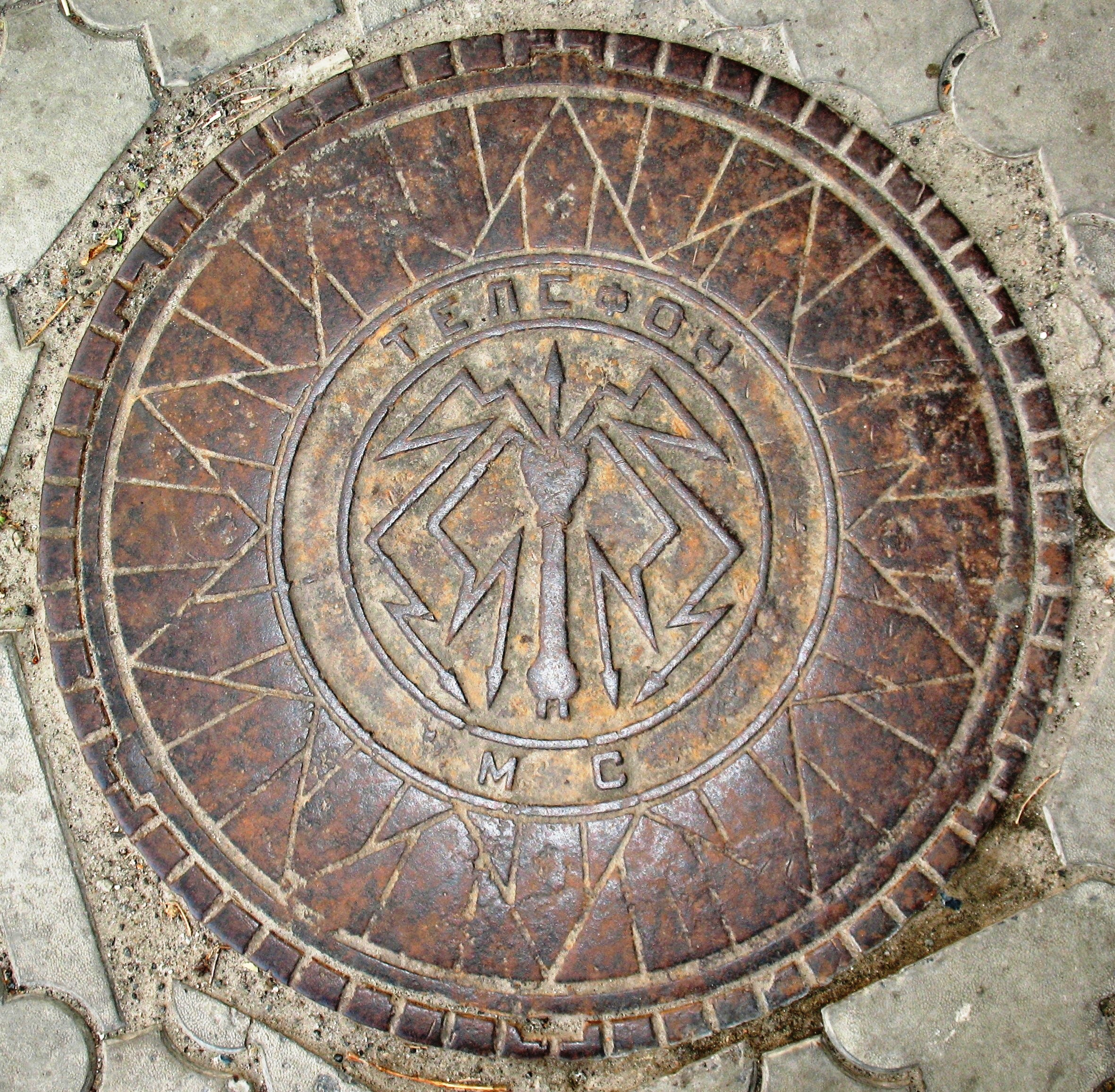
Ранний вариант
Поздний вариант

## Структура
В состав министерства входили:
- Главное управление почтовой связи, занимавшееся задачами организации и управления деятельностью почты в СССР;
- Главное управление по распространению печати «Союзпечать» (в дальнейшем — Центральное рознично-подписное агентство «Союзпечать»; с 1994 — ОАО «Агентство „Роспечать“»), ведавшее также организацией торговли филателистическими товарами (через подразделение — Центральное филателистическое агентство «Союзпечать»);
- Дирекция по изданию и экспедированию знаков почтовой оплаты.

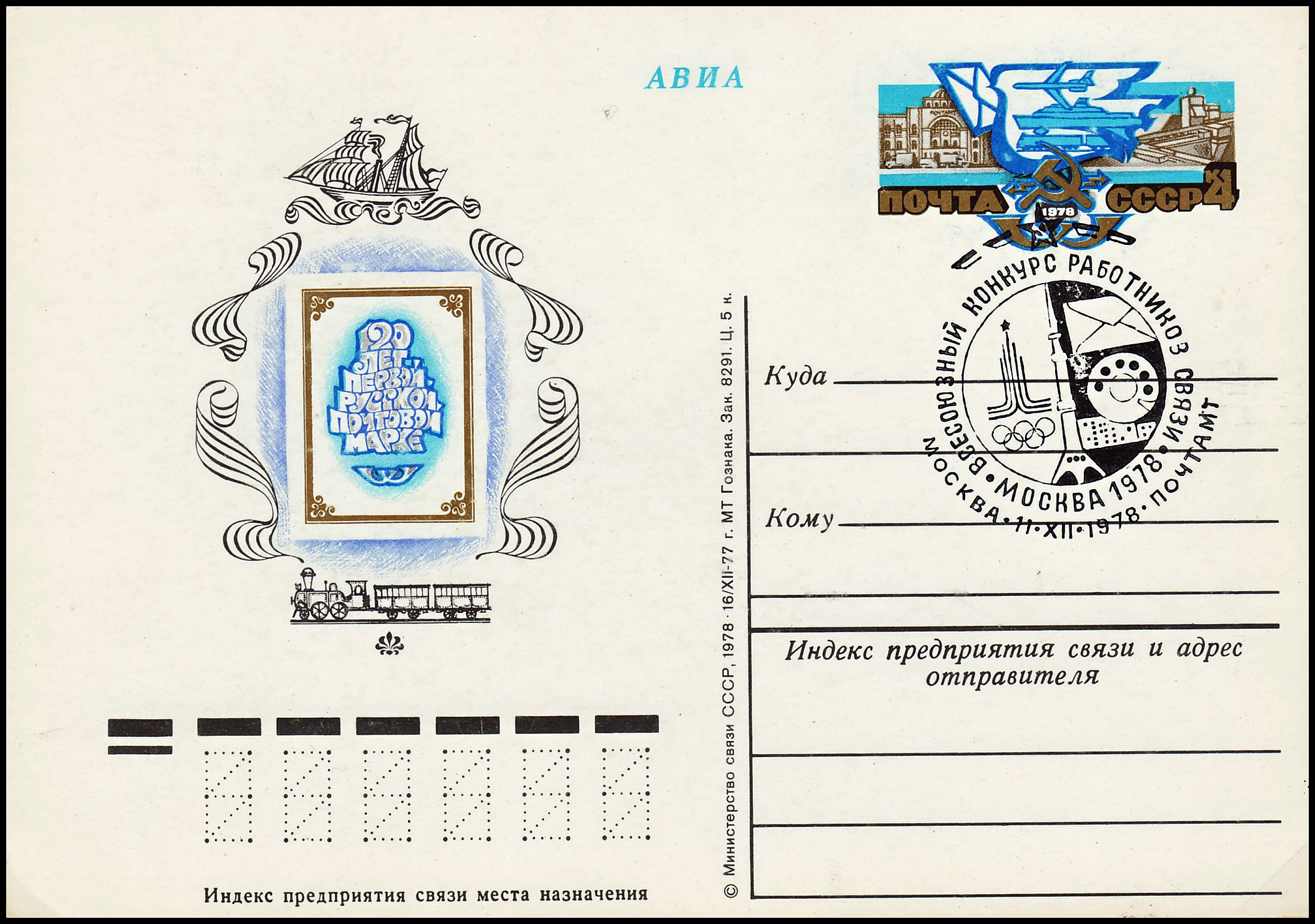
Односторонняя почтовая карточка с оригинальной маркой «120-летие первой русской почтовой марке», Министерство связи СССР, 1978. Художник А. Шмидштейн. Спецгашение: «Всесоюзный конкурс работников связи. Москва 1978», Москва, Почтамт, 11.12.1978

## Министры связи СССР

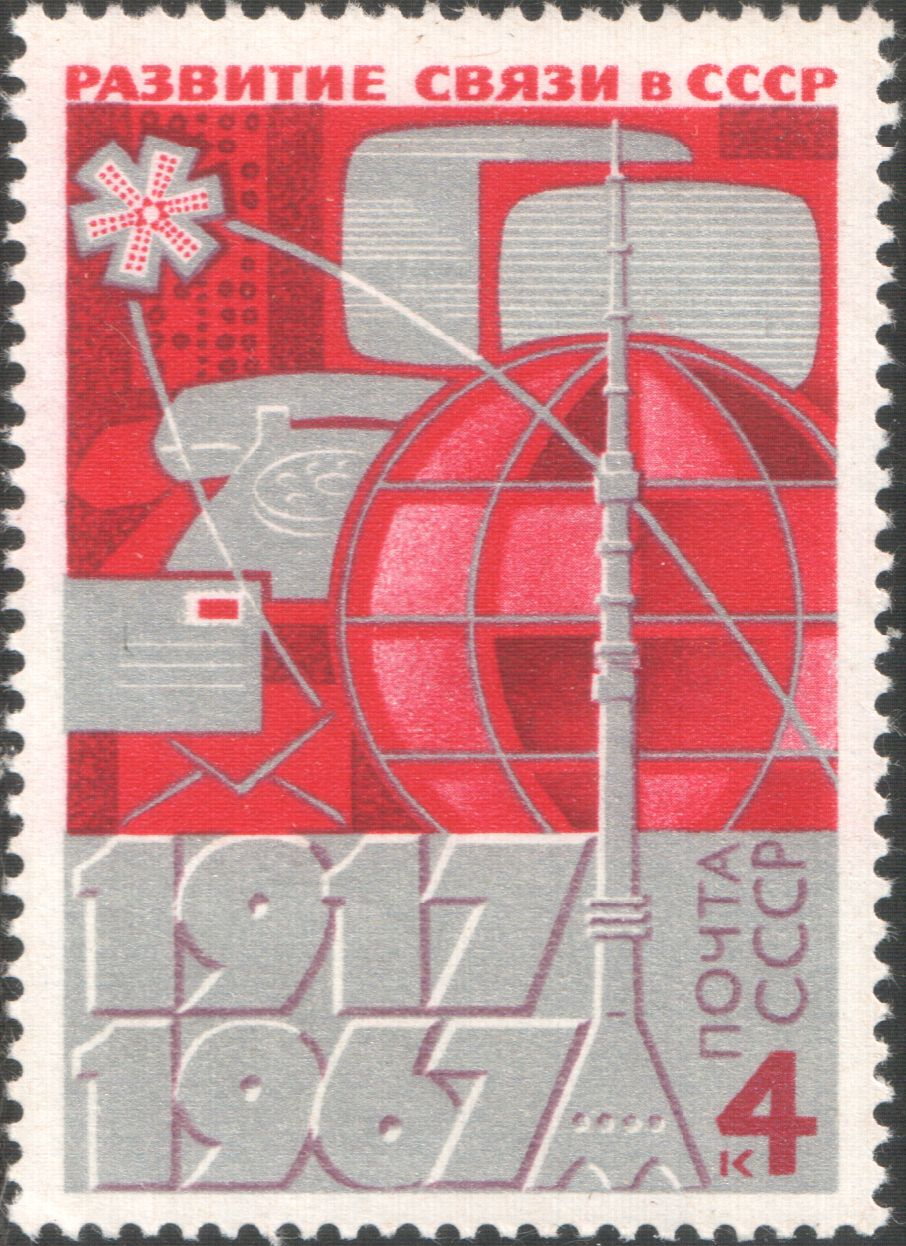
50 лет развитию связи в СССР. Почтовая марка 1967 год.

За годы существования министерства должность министра связи СССР занимали:
- 19 марта 1946 — 30 марта 1948 — Константин Яковлевич Сергейчук;
- 30 марта 1948 — 3 сентября 1975 — Николай Демьянович Псурцев;
- 3 сентября 1975 — 24 октября 1980 — Николай Владимирович Талызин;
- 24 ноября 1980 — 7 июня 1989 — Василий Александрович Шамшин;
- 17 июля 1989 — 26 декабря 1990 — Эрлен Кирикович Первышин;
- 2 марта — 26 ноября 1991 — Геннадий Георгиевич Кудрявцев (и. о. с 28 августа 1991 после отставки Кабинета Министров СССР).

## Издания
Под эгидой Министерства связи СССР и «Союзпечати» выпускались:
- журнал «Вестник связи»[4],
- журнал «Филателия СССР» (совместно с Всесоюзным обществом филателистов)[5],
- каталоги и прейскуранты почтовых марок СССР, других филателистических материалов.

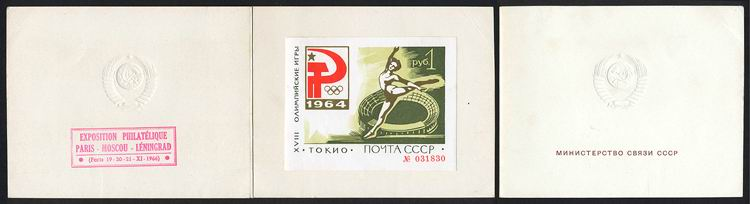
Презентационный буклет Министерства связи СССР. Бесцветное тиснение герба СССР на обложке, оттиск штампа филателистической выставки «Exposition philatélique Paris — Moscou — Leningrad» (1966)